# Chambre des députés (Haïti)
Pour les autres articles nationaux ou selon les autres juridictions, voir Chambre des députés.
Chambre actuellement dissoute
La Chambre des députés (en créole haïtien : Chanm Depite) est la chambre basse du parlement haïtien qu'il forme avec le Sénat. Elle est issue de la constitution de 1987.
Depuis le 13 janvier 2020, le mandat de la totalité de la Chambre des députés et de deux tiers des sénateurs ayant pris fin, le Parlement n'est plus fonctionnel.

## Système électoral
La Chambre des députés est la chambre basse du parlement haïtien. Elle est composée de 119 sièges pourvus pour quatre ans au suffrage direct selon une version modifiée du scrutin uninominal majoritaire à deux tours dans autant de circonscriptions. Pour l'emporter au premier tour, un candidat doit recueillir la majorité absolue ou une avance sur le candidat suivant au moins égale à 25 % des votes valides. À défaut, un second tour est organisé entre les deux candidats arrivés en tête, et celui recueillant le plus de voix est déclaré élu.